# Рудники (Сташовський повіт)
Рудники (пол. Rudniki) — село в Польщі, у гміні Поланець Сташовського повіту Свентокшиського воєводства.
Населення — 424 особи (2011).
У 1975-1998 роках село належало до Тарнобжезького воєводства.

## Демографія
Демографічна структура на день 31 березня 2011 року:
|          | Загалом | Допрацездатний вік | Працездатний вік | Постпрацездатний вік |
| -------- | ------- | ------------------ | ---------------- | -------------------- |
| Чоловіки | 211     | 43                 | 150              | 18                   |
| Жінки    | 213     | 47                 | 113              | 53                   |
| Разом    | 424     | 90                 | 263              | 71                   |